# Spheneria kegelii
Spheneria kegelii är en gräsart som först beskrevs av Carmen Mueller, och fick sitt nu gällande namn av Pilg.. Spheneria kegelii ingår i släktet Spheneria och familjen gräs. Inga underarter finns listade i Catalogue of Life.